# Yves De Wolf-Clément
 (mai 2020).
Si vous disposez d'ouvrages ou d'articles de référence ou si vous connaissez des sites web de qualité traitant du thème abordé ici, merci de compléter l'article en donnant les références utiles à sa vérifiabilité et en les liant à la section « Notes et références ».
Yves De Wolf-Clément est un consultant, romancier et nouvelliste belge de langue française né à Kigali en 1967.

## Biographie
Après une enfance passée au Rwanda il étudie le droit et les sciences politiques & relations internationales en Belgique. Il devient consultant pour des ONG et travaille pour la Commission européenne et les Nations unies. À la fin des années 1990, il crée en Afrique deux entreprises informatiques. Puis il revient à sa vocation initiale : la communication, la bonne gouvernance, le renforcement de l'État de droit, la démocratisation et les droits humains. Il participe, entre autres missions, à l'observation des élections.
Avant d'oser la fiction, Yves De Wolf-Clément a dirigé la publication de trois manuels didactiques consacrés aux droits humains au Rwanda.

### Fictions (éditions Le Cri)[1]
- Les Chemins de Goma, roman, 2010 (écrit avec la complicité de David Dufaux)

Ce roman épique traite de la réalité de l'est de la République démocratique du Congo, où les richesses immenses dont regorge le sol tranchent avec l'extrême pauvreté de la grande majorité de la population. Au milieu de ce chaos que se partagent guérilleros et humanitaires, un homme s'inspire du combat de la liberté de Che Guevara et décide d'instaurer au Kivu une république populaire. Roman épique, cet ouvrage pose en toile de fond la question de la légitimité du combat de la liberté aujourd'hui.
- Rwanda. Deux Sangs, une vie, récit, 2004

Ce premier roman est le récit d'Eugène, un homme mi-blanc mi-noir, qui retourne aux sources après le génocide pour comprendre le Rwanda, ce pays qui l'a vu naître et, partant, se réconcilier avec son passé. Ce roman poignant constitue le devoir de mémoire d'un témoin privilégié de la tragédie rwandaise.